# ハンターズ・ポイント・アベニュー駅
ハンターズ・ポイント・アベニュー駅 (Hunters Point Avenue) はニューヨーク市地下鉄IRTフラッシング線の駅である。クイーンズ区ロングアイランドシティの49番街（ハンターズ・ポイント・アベニュー）と21丁目の交差点に位置し、7系統が終日、<7>系統が21時30分までのラッシュ時に混雑方向へ向かう列車が停車する。また、ハンターズ・ポイント・アベニューの正式名称である49番街の名を取り、49番街駅（49ばんがいえき、英: 49th Avenue）とも呼ばれる。

## 歴史
この駅は1916年2月15日のIRTフラッシング線バーノン-ジャクソン・アベニュー駅（現バーノン・ブールバード-ジャクソン・アベニュー駅） - 当駅間の延伸開業と共に開業した。その後1916年11月5日にクイーンズボロ・プラザ駅まで延伸されるまでの約9ヶ月間当駅はフラッシング線の北端駅であった。
駅は1955年から1956年に掛けてホーム有効長を11両に延ばす工事を行った。
また、マンハッタン区とブルックリン区を結ぶ14丁目トンネルの閉鎖中、2019年から2020年に掛けてG系統が当駅 - 21丁目駅間をメトロカード利用者に限り無料で輸送する。

## 駅構造
| G          | 地上階                         | 出入口                                                                             |
| M          | 改札階                         | 改札口、駅員室、メトロカード自動販売機                                             |
| P ホーム階 | 相対式ホーム、右側の扉が開く。 | 相対式ホーム、右側の扉が開く。                                                     |
| P ホーム階 | 南行線                         | ← 34丁目-ハドソン・ヤード駅行き（バーノン・ブールバード-ジャクソン・アベニュー駅） |
| P ホーム階 | 北行線                         | → フラッシング-メイン・ストリート駅行き（コート・スクエア駅）→                     |
| P ホーム階 | 相対式ホーム、右側の扉が開く。 |                                                                                    |

この駅はフラッシング線内で34丁目-ハドソン・ヤード駅から続く地下区間では最も東側（鉄道案内上は北側）にある駅である。当駅から東へ向かうとすぐにトンネルを抜けて地上へ出て、終点のフラッシング-メイン・ストリート駅手前まで続く（同駅は地下駅である）。また、駅東側にはシーサスクロッシングが設置されている。
駅は線路2線と相対式ホーム2面を有した2面2線の地下駅でイタリア風の建築様式が取られている。ホーム壁面は白タイルが並べられているが上部には茶色の横線が入っているほか、「HUNTERS POINT AVE.」と書かれた駅名標がある。また、ホーム上に等間隔で立っている白タイルの柱には「HP」と書かれた標がある。

### 出入口

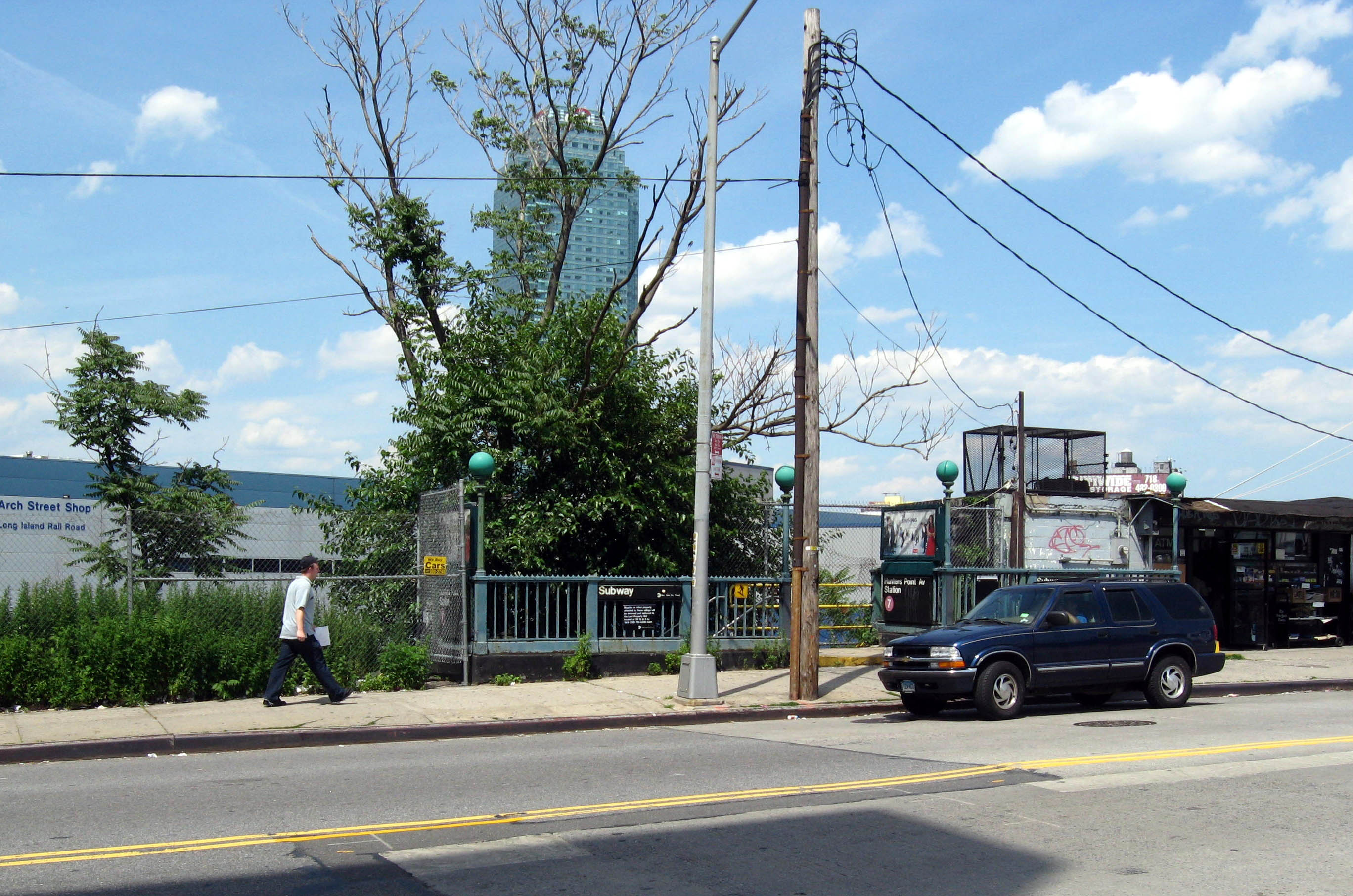
東階段

当駅の改札口は改札階北端にあり、改札階へは各ホームから2つの階段が接続している。改札口には回転式改札機と退場専用の回転式改札機、きっぷ売り場がある。そこから地上へは駅の西側、49丁目の北側へ出る階段が1つと駅の東側、同じく49丁目の北側でロングアイランド鉄道ハンターズポイント・アベニュー駅近くへ出る階段が2つある。